# Le Mars (Iowa)
Le Mars ist eine Kleinstadt (mit dem Status „City“) und Verwaltungssitz des Plymouth County im US-amerikanischen Bundesstaat Iowa. Im Jahr 2010 hatte Le Mars 9826 Einwohner, deren Zahl sich bis 2015 auf 9757 verringerte. Das U.S. Census Bureau hat bei der Volkszählung 2020 eine Einwohnerzahl von 10.571 ermittelt.
Le Mars ist Teil der Sioux City metropolitan area, die sich auch über die Staatsgrenzen nach Nebraska und South Dakota erstreckt.

## Geografie
Le Mars liegt im Nordwesten Iowas am Floyd River, der über den Missouri zum Stromgebiet des Mississippi gehört.
Die Schnittpunkte der Bundesstaaten Iowa, South Dakota und Minnesota sowie der Staaten Iowa, South Dakota und Nebraska liegen 111 km nordnordwestlich sowie 46 km südwestlich von Le Mars.
Die geografischen Koordinaten von Le Mars sind 42° 47′ 39″ nördlicher Breite und 96° 09′ 56″ westlicher Länge. Die Stadt erstreckt sich über eine Fläche von 23,23 km² und ist die größte Ortschaft innerhalb der America Township. Ein kleiner Teil des Stadtgebiets erstreckt sich bis in die westlich benachbarte Washington Township.
Nachbarorte von Le Mars sind Struble (13,5 km nördlich), Alton (27,7 km nordöstlich), Oyens (10,8 km ostnordöstlich), Neptune (15,5 km südlich), Merrill (11,7 km südwestlich) und Brunsville (11 km westlich).
Die nächstgelegenen größeren Städte sind die Twin Cities in Minnesota (Minneapolis und Saint Paul) (396 km nordöstlich), Rochester in Minnesota (399 km ostnordöstlich), Cedar Rapids (437 km ostsüdöstlich), Iowas Hauptstadt Des Moines (345 km südöstlich), Kansas City in Missouri (490 km südlich), Nebraskas größte Stadt Omaha (204 km in der gleichen Richtung), Sioux City (41,6 km südsüdwestlich) und South Dakotas größte Stadt Sioux Falls (128 km nordwestlich).

## Geschichte
Mit dem Bau einer Eisenbahnstrecke der damaligen Chicago and North Western Transportation wurde die Stadt angelegt. Über die Herkunft des Namens Le Mars existiert die Überlieferung, dass der Eisenbahnunternehmer John Insley Blair an der damals noch als St. Paul Junction bekannten Station fünf Frauen bat, einen Vorschlag für einen Namen der neu entstehenden Stadt zu machen. Die Frauen – deren Namen Lucy Underhill, Elizabeth Parson, Mary Weare, Anna Blair, Rebecca Smith and Sarah Reynolds lauteten – beschlossen, die Anfangsbuchstaben ihrer Vornamen zu verwenden.

### Bevölkerungsentwicklung
Nach der Volkszählung im Jahr 2010 lebten in Le Mars 9826 Menschen in 4013 Haushalten. Die Bevölkerungsdichte betrug 423 Einwohner pro Quadratkilometer. In den 4013 Haushalten lebten statistisch je 2,39 Personen.
Ethnisch betrachtet setzte sich die Bevölkerung zusammen aus 94,2 Prozent Weißen, 0,5 Prozent Afroamerikanern, 0,3 Prozent amerikanischen Ureinwohnern, 0,7 Prozent Asiaten und 2,9 aus anderen ethnischen Gruppen; 1,3 Prozent stammten von zwei oder mehr Ethnien ab. Unabhängig von der ethnischen Zugehörigkeit waren 5,4 Prozent der Bevölkerung spanischer oder lateinamerikanischer Abstammung.
25,9 Prozent der Bevölkerung waren unter 18 Jahre alt, 57,3 Prozent waren zwischen 18 und 64 und 16,8 Prozent waren 65 Jahre oder älter. 51,6 Prozent der Bevölkerung waren weiblich.
Das mittlere jährliche Einkommen eines Haushalts lag im Jahr 2015 bei 50.283 USD. Das Pro-Kopf-Einkommen betrug 26.823 USD. 9,5 Prozent der Einwohner lebten unterhalb der Armutsgrenze.

## Wirtschaft und Infrastruktur

### Wirtschaft

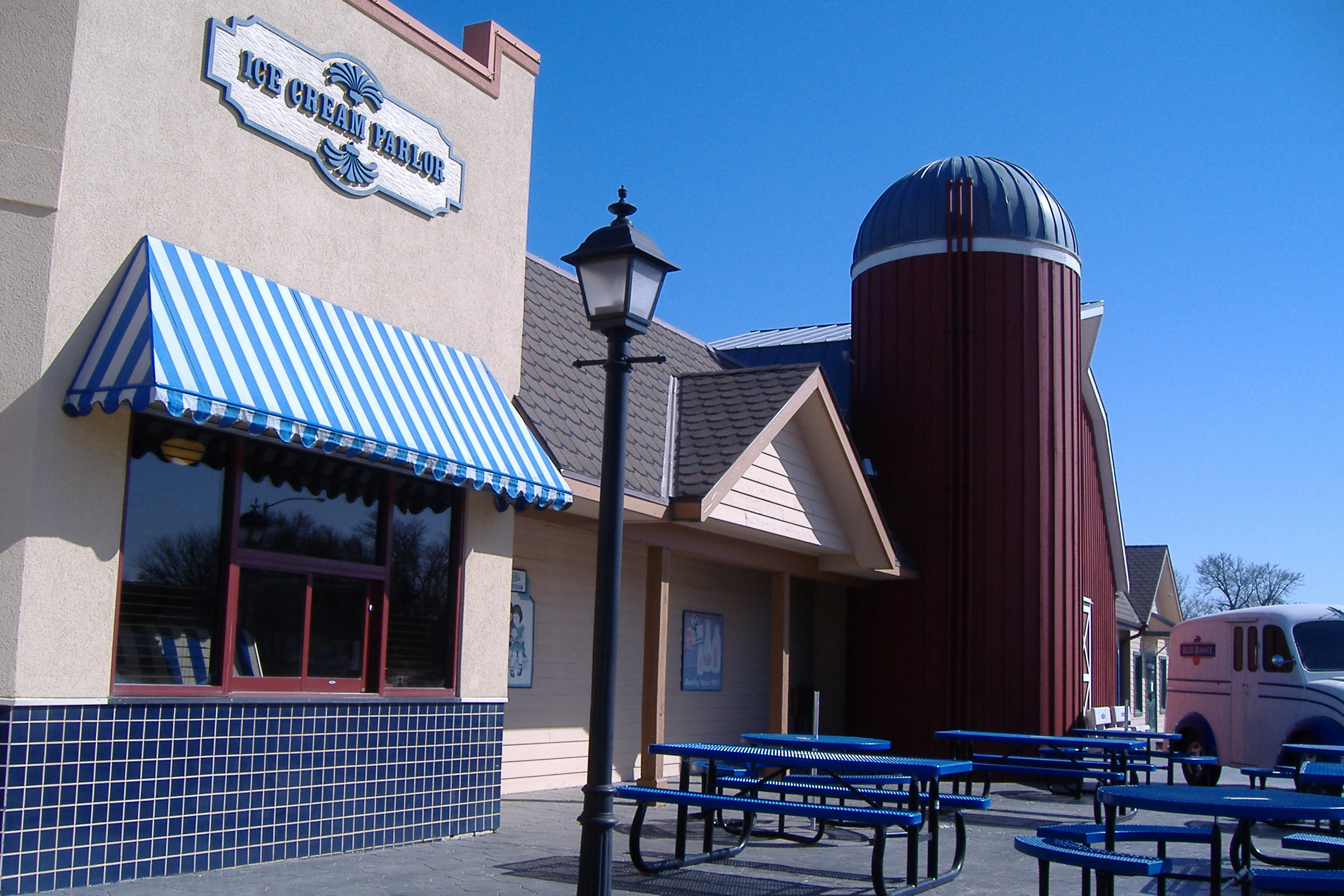
Eiscrememuseum

Die Speiseeisfirma Wells Enterprises, das nach eigenen Angaben landesweit größte Familienunternehmen dieser Art, hat ihren Sitz in Le Mars. Bekannt ist Wells vor allem durch die Produktlinie Blue Bunny.

### Verkehr
Der U.S. Highway 75 führte von Norden kommend nach Südsüdwest durch das Stadtgebiet von Le Mars. Heute führt der US 75 als vierspurige Umgehungsstraße entlang der westlichen Stadtgrenze. In West-Ost-Richtung verläuft der Iowa Highway 3 durch Le Mars. Alle weiteren Straßen sind untergeordnete Landstraßen, teils unbefestigte Fahrwege sowie innerörtliche Verbindungsstraßen.
In Le Mars treffen zwei Eisenbahnstrecken der Union Pacific Railroad aufeinander, die für den Frachtverkehr genutzt werden.
Mit dem Le Mars Municipal Airport befindet sich im  Südwesten des Stadtgebiets ein kleiner Flugplatz für die Allgemeine Luftfahrt. Die nächstgelegenen Verkehrsflughäfen sind der der Sioux Gateway Airport in Sioux City (56 km südsüdwestlich), der Sioux Falls Regional Airport (144 km nordwestlich), das Eppley Airfield in Omaha (197 km südlich) und der Des Moines International Airport (336 km südöstlich).

## Söhne und Töchter der Stadt
- Thomas E. Starzl (1926–2017), Chirurg  – geboren und aufgewachsen in Le Mars
- John Arthur Spenkelink (1949–1979), wegen Mordes in Florida verurteilt und hingerichtet
- Paul Rust (geb. 1981), Komiker und Schauspieler – geboren und aufgewachsen in Le Mars